# Gold in Alaska
Gold in Alaska (Originaltitel: The Alaskans) ist eine US-amerikanische Western-Abenteuerfernsehserie, die in den Jahren 1959 und 1960 von Warner Bros. Television für den US-Sender ABC produziert wurde. 

## Handlung
Silky Harris und Reno McKee sind Abenteurer aus dem kleinen Ort Skagway in Alaska, wo sie den Goldrausch aus dem Jahr 1898 miterleben. Beide sind jedoch zu bequem, um an der mühsamen Arbeit der Goldgewinnung teilzunehmen. Deshalb beschließen die beiden, die Goldgräber übers Ohr zu hauen, jedoch wenden sie dabei kaum Gewalt an. Ihre Verbündeten sind der Saloonbesitzer Nifty Cronin und die dortige Sängerin Rocky Shaw.

## Figuren
Silky HarrisSilky ist ein Abenteurer aus Skagway in Alaska und gut befreundet mit Reno McKee. Bei den Überfällen verabscheut er Gewalt.
Reno McKeeReno ist ebenfalls ein Abenteurer aus Skagway und mit Silky Harris befreundet. Er ist eher faul und lehnt es ab Gewalt anzuwenden.
Nifty CroninNifty gehört ein Saloon in Skagway, indem auch die Sängerin Rocky Shaw arbeitet. Er ist offen gegenüber Gewalt und Alkohol.
Rocky ShawRocky arbeitet als Sängerin im Saloon von Nifty Cronin und ist mit Silky und Reno befreundet.

## Gastauftritte
In Gold in Alaska traten auch zahlreiche andere Warner-Brothers-Vertragsschauspieler auf, unter anderen Claude Akins, Andrea King und Ruta Lee.

## Hintergrund
- Die Serie wurde in der Stage 24 der Burbank Studios von Warner Brothers in Burbank, Kalifornien gedreht.
- Hauptdarsteller Roger Moore äußerte sich später eher negativ über die Produktion.
- In Deutschland wurde Gold in Alaska in 12 halbstündigen Folgen 1963 montags im ZDF gezeigt.